# Andrij Jarmolenko
Andrij Mykolajovytj Jarmolenko, född 23 oktober 1989 i Leningrad, Sovjetunionen, är en ukrainsk fotbollsspelare som spelar för Dynamo Kiev och Ukrainas landslag.

## Karriär
Den 28 augusti 2017 värvades Jarmolenko av Borussia Dortmund, där han skrev på ett fyraårskontrakt.
Den 11 juli 2018 värvades Jarmolenko av West Ham United, där han skrev på ett fyraårskontrakt.
Den 13 juli 2022 värvades Jarmolenko av emiratiska Al Ain, där han skrev på ett ettårskontrakt. Den 27 juni 2023 blev Jarmolenko klar för en återkomst i Dynamo Kiev, där han skrev på ett tvåårskontrakt.

## Meriter

### Klubblag
Dynamo Kiev
- Premjer-liha: 2008/2009, 2014/2015, 2015/2016
- Ukrainska cupen: 2013/2014, 2014/2015
- Ukrainska supercupen: 2009, 2011, 2016

### Individuellt
- Årets fotbollsspelare i Premjer-liha: 2011, 2014
- Årets fotbollsspelare i Ukraina: 2013, 2014, 2015